# كسوف الشمس 31 مايو 2049
سيحدث كسوف حلقي للشمس في 31 مايو 2049. يحدث كسوف الشمس عندما يمر القمر بين الأرض والشمس ، وبالتالي يحجب صورة الشمس كليًا أو جزئيًا عن مشاهد على الأرض. يحدث الكسوف الحلقي للشمس عندما يكون القطر الظاهري للقمر أصغر من قطر الشمس ، مما يحجب معظم ضوء الشمس ويتسبب في أن تبدو الشمس وكأنها حلقة . يظهر الخسوف الحلقي على شكل كسوف جزئي فوق منطقة من الأرض يبلغ عرضها آلاف الكيلومترات.

## الصور
مسار متحرك

## الخسوفات ذات الصلة

### كسوف الشمس 2047-2050
هذا الكسوف هو جزء من سلسلة كسوف الشمس 2047-2050. يتكرر الكسوف في كل 177 يومًا تقريبًا و 4 ساعات في العقد المتناوبة من مدار القمر.
ملحوظة: الخسوف الجزئي للقمر في 26 يناير 2047 و 22 يوليو 2047 يحدث في مجموعة خسوف السنة القمرية السابقة.
| مجموعات كسوف الشمس 2047-2050 | مجموعات كسوف الشمس 2047-2050     | مجموعات كسوف الشمس 2047-2050 | مجموعات كسوف الشمس 2047-2050 | مجموعات كسوف الشمس 2047-2050 |
| ---------------------------- | -------------------------------- | ---------------------------- | ---------------------------- | ---------------------------- |
| عقدة تصاعدية                 | عقدة تصاعدية                     |                              | عقدة تنازلية                 | عقدة تنازلية                 |
| 118                          | يونيو 23, 2047 جزئي              | 123                          | ديسمبر 16, 2047 جزئي         |                              |
| 128                          | يونيو 11, 2048 [الإنجليزية] حلقي | 133                          | ديسمبر 5, 2048 كلي           |                              |
| 138                          | مايو 31, 2049 حلقي               | 143                          | نوفمبر 25, 2049 هجين         |                              |
| 148                          | مايو 20, 2050 هجين               | 153                          | نوفمبر 14, 2050 جزئي         |                              |

### ساروس 138
وهي جزء من دورة ساروس 138 وتتكرر كل 18 سنة و 11 يومًا وتحتوي على 70 حدثًا.
- بدأت السلسلة بكسوف جزئي للشمس في 6 يونيو 1472.
- يحتوي على كسوف حلقي من 31 أغسطس 1598 حتى 18 فبراير 2482
- كسوف هجين في 1 مارس 2500.
- خسوفًا كلياً من 12 مارس 2518 حتى 3 أبريل 2554.
- تنتهي السلسلة في العضو 70 ككسوف جزئي في 11 يوليو 2716.

ستكون أطول مدة للإجمالي 56 ثانية فقط في 3 أبريل 2554.
| تحدث أعضاء السلسلة 25–35 بين عامي 1901 و 2100: | تحدث أعضاء السلسلة 25–35 بين عامي 1901 و 2100: | تحدث أعضاء السلسلة 25–35 بين عامي 1901 و 2100: |
| 25                                             | 26                                             | 27                                             |
| ---------------------------------------------- | ---------------------------------------------- | ---------------------------------------------- |
| </img> </br> 6 مارس 1905                       | </img> </br> 17 مارس 1923                      | </img> </br> 27 مارس 1941                      |
| 28                                             | 29                                             | 30                                             |
| </img> </br> 8 أبريل 1959                      | </img> </br> 18 أبريل 1977                     | </img> </br> 29 أبريل 1995                     |
| 31                                             | 32                                             | 33                                             |
| </img> </br> 10 مايو 2013                      | </img> </br> 21 مايو 2031                      | </img> </br> 31 مايو 2049                      |
| 34                                             | 35                                             |                                                |
| </img> </br> 11 يونيو 2067                     | </img> </br> 22 يونيو 2085                     |                                                |

### سلسلة اينكس
هذا الكسوف هو جزء من دورة اينكس طويلة الأمد ، يتكرر عند العقد المتناوبة ، كل 358 شهرًا سينوديًا (≈ 10571.95 يومًا ، أو 29 عامًا ناقص 20 يومًا).
مظهرها وخط طولها غير منتظمين بسبب عدم التزامن مع الشهر غير الطبيعي (فترة الحضيض). ومع ذلك ، فإن مجموعات 3 دورات اينكس (87 سنة ناقص شهرين) تقترب (≈ 1،151.02 شهرًا غير طبيعي) ، لذا فإن الكسوف متشابه في هذه المجموعات.
| أعضاء سلسلة اينكس بين 1801 و 2200:      | أعضاء سلسلة اينكس بين 1801 و 2200:      | أعضاء سلسلة اينكس بين 1801 و 2200:      |
| --------------------------------------- | --------------------------------------- | --------------------------------------- |
| بالقرب من الحضيض القمري                 | بعد الأوج القمري قبل الحضيض القمري      | قبل الأوج القمري بعد الحضيض القمري      |
| نوفمبر 9, 1817 (ساروس 130)              | أكتوبر 20, 1846 (ساروس 131)             | سبتمبر 29, 1875 (ساروس 132)             |
| سبتمبر 9, 1904 [الإنجليزية] (ساروس 133) | أغسطس 21, 1933 [الإنجليزية] (ساروس 134) | يوليو 31, 1962 [الإنجليزية] (ساروس 135) |
| يوليو 11, 1991 [الإنجليزية] (ساروس 136) | يونيو 21, 2020 (ساروس 137)              | مايو 31, 2049 (ساروس 138)               |
| مايو 11, 2078 [الإنجليزية] (ساروس 139)  | أبريل 23, 2107 (ساروس 140)              | أبريل 1, 2136 (ساروس 141)               |
| مارس 12, 2165 (ساروس 142)               | فبراير 21, 2194 (ساروس 143)             |                                         |

- ساروس 127: كسوف كلي للشمس 1731 يناير 08
- ساروس 128: حلقي كسوف شمسي 1759 ديسمبر 19
- ساروس 129: حلقي كسوف الشمس 1788 نوفمبر 27

في القرن الثالث والعشرين:
- ساروس 144: حلقي كسوف شمسي 2223 فبراير 01
- ساروس 145: كسوف كلي للشمس بتاريخ 12 يناير (كانون الثاني) 2252
- ساروس 146: حلقي كسوف شمسي 2280 ديسمبر 22

### سلسلة ميتونيك
تتكرر السلسلة ميتونيك كل 19 عامًا (6939.69 يومًا) ، وتستمر حوالي 5 دورات. يحدث الكسوف في نفس تاريخ التقويم تقريبًا. بالإضافة إلى ذلك ، تتكرر سلسلة أكتون الفرعية 1/5 من ذلك أو كل 3.8 سنوات (1387.94 يومًا). تحدث جميع الكسوفات في هذا الجدول عند العقدة الصاعدة للقمر.
| 21 من أحداث الكسوف بين 1 يونيو 2011 و 1 يونيو 2087 | 21 من أحداث الكسوف بين 1 يونيو 2011 و 1 يونيو 2087 | 21 من أحداث الكسوف بين 1 يونيو 2011 و 1 يونيو 2087 | 21 من أحداث الكسوف بين 1 يونيو 2011 و 1 يونيو 2087 | 21 من أحداث الكسوف بين 1 يونيو 2011 و 1 يونيو 2087 |
| مايو 31 – يونيو 1                                  | مارس 19–20                                         | يناير 5–6                                          | أكتوبر 24–25                                       | أغسطس 12–13                                        |
| 118                                                | 120                                                | 122                                                | 124                                                | 126                                                |
| -------------------------------------------------- | -------------------------------------------------- | -------------------------------------------------- | -------------------------------------------------- | -------------------------------------------------- |
| يونيو 1, 2011                                      | مارس 20, 2015                                      | يناير 6, 2019 [الإنجليزية]                         | أكتوبر 25, 2022                                    | أغسطس 12, 2026                                     |
| 128                                                | 130                                                | 132                                                | 134                                                | 136                                                |
| يونيو 1, 2030                                      | مارس 20, 2034 [الإنجليزية]                         | يناير 5, 2038                                      | أكتوبر 25, 2041                                    | أغسطس 12, 2045                                     |
| 138                                                | 140                                                | 142                                                | 144                                                | 146                                                |
| مايو 31, 2049                                      | مارس 20, 2053 [الإنجليزية]                         | يناير 5, 2057 [الإنجليزية]                         | أكتوبر 24, 2060 [الإنجليزية]                       | أغسطس 12, 2064 [الإنجليزية]                        |
| 148                                                | 150                                                | 152                                                | 154                                                | 156                                                |
| مايو 31, 2068 [الإنجليزية]                         | مارس 19, 2072 [الإنجليزية]                         | يناير 6, 2076 [الإنجليزية]                         | أكتوبر 24, 2079 [الإنجليزية]                       | أغسطس 13, 2083 [الإنجليزية]                        |
| 158                                                | 160                                                | 162                                                | 164                                                | 166                                                |
| يونيو 1, 2087 [الإنجليزية]                         |                                                    |                                                    | أكتوبر 24, 2098 [الإنجليزية]                       |                                                    |

## روابط خارجية
- www.solar-eclipse.de - متوسط التغطية السحابية والمدن على طول مسار الكسوف
- http://eclipse.gsfc.nasa.gov/SEplot/SEplot2001/SE2049May31A. GIF